# Isabelle Härle
Isabelle Härle (Bad Saulgau, 10 gennaio 1988) è un'ex nuotatrice tedesca, specializzata nel nuoto di fondo.

## Carriera
A Barcellona 2013 e a Kazan' 2015 ottiene le sue due medaglie d'oro ai campionati mondiali aggiudicandosi, insieme a compagni di nazionale, la 5 km a squadre.
È stata altresì campionessa mondiale nei 5 km.

## Palmarès
- Mondiali

Shanghai 2011: bronzo nei 5 km a squadre.
Barcellona 2013: oro nei 5 km a squadre.
Kazan' 2015: oro nei 5 km a squadre.
- Europei

Berlino 2014: oro nei 5 km e bronzo nei 5 km a squadre.